# 乌斯片卡农村居民点
乌斯片卡农村居民点（俄语：Успенское сельское поселение）是俄罗斯联邦伏尔加格勒州涅哈耶夫斯卡亚区所属的一个农村居民点。其下辖有2个居民点，行政中心为乌斯片卡。据2016年统计，该农村居民点的人口为363人。